# Sun City Center
Sun City Center ist  ein census-designated place (CDP) im Hillsborough County im US-Bundesstaat Florida.
Das U.S. Census Bureau hat bei der Volkszählung 2020 eine Einwohnerzahl von 30.952 ermittelt.

## Geographie
Sun City Center liegt rund 30 km südlich von Tampa. Der CDP wird von der Interstate 75, dem U.S. Highway 301 (Florida State Road 43) sowie der Florida State Road 674 durchquert bzw. tangiert.

## Demographische Daten
Laut der Volkszählung 2010 verteilten sich die damaligen 19.258 Einwohner auf 13.909 Haushalte. Die Bevölkerungsdichte lag bei 594,4 Einw./km². 95,8 % der Bevölkerung bezeichneten sich als Weiße, 2,0 % als Afroamerikaner, 0,1 % als Indianer und 0,9 % als Asian Americans. 0,5 % gaben die Angehörigkeit zu einer anderen Ethnie und 0,6 % zu mehreren Ethnien an. 3,2 % der Bevölkerung bestand aus Hispanics oder Latinos.
Im Jahr 2010 lebten in 1,9 % aller Haushalte Kinder unter 18 Jahren sowie 85,5 % aller Haushalte Personen mit mindestens 65 Jahren. 52,5 % der Haushalte waren Familienhaushalte (bestehend aus verheirateten Paaren mit oder ohne Nachkommen bzw. einem Elternteil mit Nachkomme). Die durchschnittliche Größe eines Haushalts lag bei 1,63 Personen und die durchschnittliche Familiengröße bei 2,11 Personen.
2,2 % der Bevölkerung waren jünger als 20 Jahre, 2,8 % waren 20 bis 39 Jahre alt, 8,9 % waren 40 bis 59 Jahre alt und 86,3 % waren mindestens 60 Jahre alt. Das mittlere Alter betrug 74 Jahre. 42,5 % der Bevölkerung waren männlich und 57,5 % weiblich.
Das durchschnittliche Jahreseinkommen lag bei 43.807 $, dabei lebten 6,3 % der Bevölkerung unter der Armutsgrenze.
Im Jahr 2000 war Englisch die Muttersprache von 94,32 % der Bevölkerung, Spanisch sprachen 1,68 % und 4,00 % hatten eine andere Muttersprache.